# 산마리노 U-21 축구 국가대표팀
산마리노 U-21 축구 국가대표팀(이탈리아어: Nazionale Under-21 di calcio di San Marino)은 산마리노을 대표하는 21세 이하의 축구 국가대표팀으로, 산마리노의 축구 관리 기관인 산마리노 축구 연맹의 관리를 받는다.
1990년 UEFA U-21 축구 선수권 대회 예선에서 처음으로 참가했지만, 아직까지 본선 진출 기록은 없다.